# Guifette noire
Chlidonias niger
Espèce
Statut de conservation UICN

 LC  : Préoccupation mineure
La Guifette noire (Chlidonias niger) est une espèce d'oiseaux aquatiques appartenant à la famille des Laridae.
Au siècle dernier, elle était largement distribuée au niveau français. À l'heure actuelle, la zone de reproduction de la Guifette noire ne concerne plus que les marais de la façade atlantique.

## Description

Carte de répartition
Aire de nidification
Voie migratoire
Aire d'hivernage

En plumage nuptial chez le mâle, la tête et la nuque sont noires. Les rémiges et les rectrices sont gris bleu. Le reste des parties supérieures est gris bleu sombre. Le dessous du corps est gris ardoise avec les sous-caudales blanches et le dessous des ailes gris pâle. Le bec est noir. Les iris sont brun foncé et les pattes rouge foncé.
La femelle est plus claire avec un plumage plutôt gris foncé et la gorge gris clair.
Une mue complète se déroule de juin au début de l'hiver. Cet oiseau acquiert ainsi son plumage internuptial. Le dessous du corps, le front, les côtés de la tête, la nuque et le dessous des ailes sont alors blancs, une petite tache noire marque l'avant de chaque œil et une grande tache gris brun chaque côté de la poitrine, la calotte est noirâtre et le dessus du corps gris.
Une mue presque complète a lieu de l'hiver à avril-mai permettant à l'oiseau d'arborer son plumage nuptial.

## Alimentation
La Guifette noire capture insectes, petits poissons, crustacés et batraciens en volant au ras de l'eau.
Elle se pose souvent sur des poteaux ou des bouées entre deux expéditions de pêche.

## Habitat
Elle est présente en France en été, au-dessus des lagunes, marais et étangs de la façade Atlantique. Les principaux sites de nidification sont les marais de Brière, la Brenne, le Marais Poitevin et le Marais de Rochefort.

## Reproduction

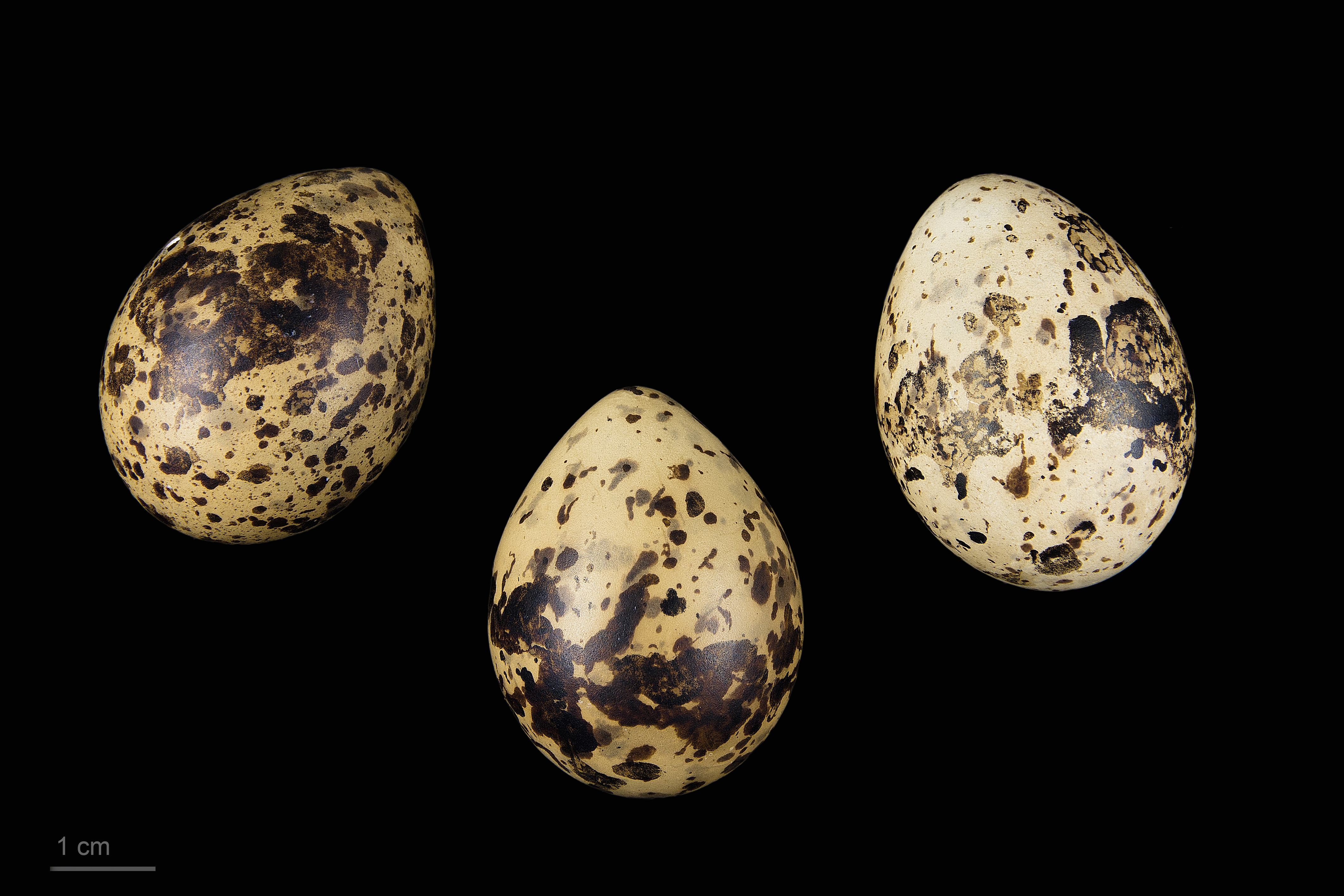
Œufs de Chlidonias niger niger - Muséum de Toulouse

Le nid est constitué de tiges et de plantes aquatiques dans les marais. La femelle effectue une ponte de 3 œufs en mai et juin.

## Protection
La Guifette noire bénéficie d'une protection totale sur le territoire français depuis l'arrêté ministériel du 17 avril 1981 relatif aux oiseaux protégés sur l'ensemble du territoire. Elle est inscrite à l'annexe I de la directive Oiseaux de l'Union européenne. Il est donc interdit de la détruire, la mutiler, la capturer ou l'enlever, de la perturber intentionnellement ou de la naturaliser, ainsi que de détruire ou enlever les œufs et les nids, et de détruire, altérer ou dégrader son milieu. Qu'elle soit vivante ou morte, il est aussi interdit de la transporter, colporter, de l'utiliser, de la détenir, de la vendre ou de l'acheter.

## Taxinomie
D'après la classification de référence (version 14.1, 2024) de l'Union internationale des ornithologues, la Guifette noire possède 2 sous-espèces (ordre philogénique) :
- Chlidonias niger niger (Linnaeus, 1758) : niche en Europe, hiverne en Afrique;
- Chlidonias niger surinamensis (Gmelin, JF, 1789) : niche en Amérique du Nord, hiverne en Amérique du Sud.